# Johannes Johnson (affärsman)
Johannes Johnson, född 15 december 1872 i Eslöv, död där 26 augusti 1946, var en svensk företagare.
Johannes Johnson var son till handlaren Nils Johnson. Efter några års läroverksstudier i Malmö genomgick han Smedmans handelsskola i Stockholm 1894. Johnson var anställd i detaljaffärer i Ronneby och Eslöv 1891–1896. 1897 blev han delägare i faderns 1868 grundade trävaru- och spannmålsaffär, N. Johnson & co. i Eslöv, som han övertog 1907 och ombildade till aktiebolag 1929. Som dess VD från 1929 utvecklade han den till en av Sveriges största trävarufirmor. Johnson var styrelseordförande och intressent i Ernst Hjorts trävaruaktiebolag i Landskrona, AB Ångsågen i Visland med flera bolag. Han var ordförande i styrelsen för Södra och mellersta Sveriges trävaruengrossisters förening 1922–1943 och huvudman i Skånska städernas brandförsäkringsinrättningar i Lund 1925–1942. Johnson var i Eslöv kommunal- och senare stadsfullmäktig 1911–1916 samt 1918–1935 och drätselkammarledamot 1916–1935 varav 1933–1934 som ordförande samt därutöver medlem av folkskolestyrelsen från 1908, lönenämnden med mera. Han var medlem av Svenska missionsförbundet och engagerad i kyrkan. Johnsson var även vice ordförande och kassör i Eslövs frivilliga hjälpförening och ordförande i stiftelsen Johnsons minne, som grundades vid Johnsons fars död 1907.